# Muzeum Cywilizacji Anatolijskich
Muzeum Cywilizacji Anatolijskich – muzeum archeologiczne w stolicy Turcji Ankarze.
Założone zostało w 1921. Inicjatorem jego utworzenia był Mubarek Galip Bey, a pierwszą lokalizacją była jedna z wież zamku w Ankarze zwanego Akkale. Poza tym zbiory były ulokowane w Świątyni Augusta i w Termach (Łaźniach Rzymskich). Zgodnie z sugestiami ówczesnego prezydenta Turcji Kemala Atatürka, pragnącego stworzenia muzeum hetyckiego, doszło do gromadzenia zabytków hetyckich znajdujących się w posiadaniu innych muzeów i wysyłania ich do Ankary. Pojawiła się wtedy potrzeba powiększenia muzeum, co wymagało przeniesienia zbiorów do nowych budynków.
Tak muzeum znalazło swoją obecną lokalizację. Mieści się współcześnie w budynkach bazaru z XV wieku, zajmując dwa budynki z czasów osmańskich, które zostały odnowione i przystosowane do pełnienia nowej roli. Jeden z tych budynków nazywany jest Bedesten, drugi – Kursunlu Han. Pierwszy został prawdopodobnie zbudowany przez Mahmuda Paszę w latach 1464–1471, wielkiego wezyra sułtana Mehmeda Zdobywcy, drugi został postawiony przez jego następcę na stanowisku wielkiego wezyra – Mehmeta Paszę. Ostateczną formę muzeum uzyskało w 1968.
Obecnie Kursunlu Han jest placówką badawczo-administracyjną, obejmującą pracownie, bibliotekę, salę konferencyjną, laboratorium, w Bedesteni znajduje się natomiast właściwa ekspozycja muzealna, dostępna do zwiedzania.
Muzeum obejmuje zabytki kultur Anatolii od czasów prehistorycznych (paleolit). Ekspozycja ma układ chronologiczny. Obejmuje kolejno: paleolit, neolit, chalkolit, starszą epokę brązu, okres wpływów asyryjskich w Anatolii, starszy okres hetycki, okres imperium hetyckiego, czasy nowohetyckie, zabytki frygijskie, urartyjskie, lidyjskie.
Do szczególnie ważnych obiektów należą: rekonstrukcja neolitycznego sanktuarium z Çatalhöyük z freskami i malowanymi płaskorzeźbami z VII tysiąclecie p.n.e., figurki z okresów neolitu i chalkolitu z Hacilar, datowane na V tysiąclecie p.n.e., brązowe insygnia kultowe i złote naczynia z Alaca Höyük z końca III tysiąclecia p.n.e., naczynia zoomorficzne i idole z Kültepe (XIX–XVIII wiek p.n.e.), znaleziska hetyckie z Boğazkale, wyroby brązowe frygijskie, lidyjskie i urartyjskie. Osobna galeria rzeźby gromadzi posągi, zwłaszcza ortostaty hetyckie (z Boğazkale i Alaca Höyük) i nowohetyckie (z Karkemiszu i Malatyi).

## Galeria

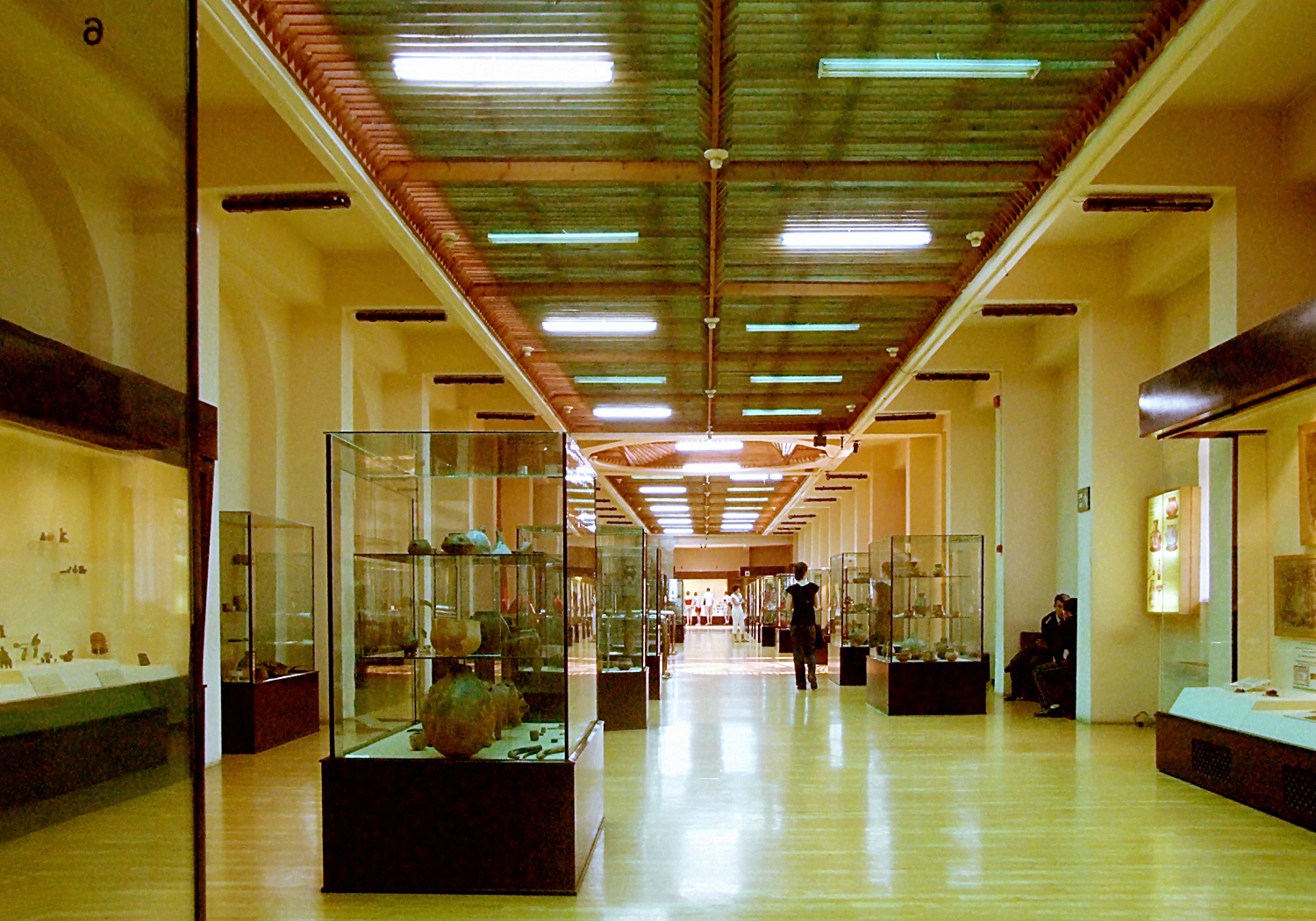
Fragment ekspozycji
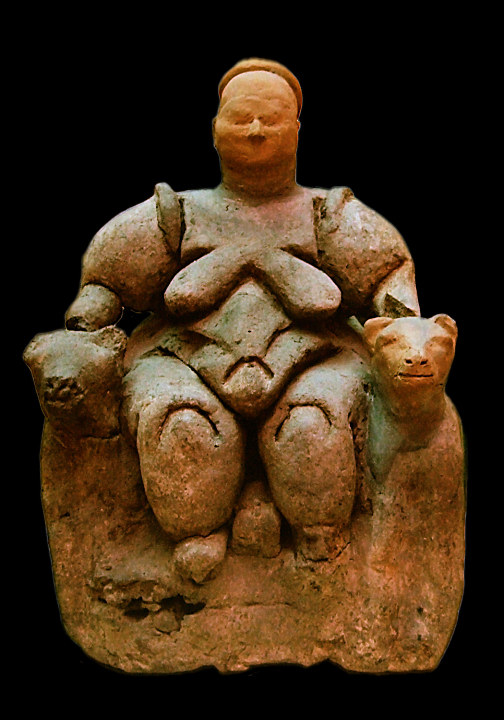
Bogini Matka z Çatal Höyük, widok z przodu
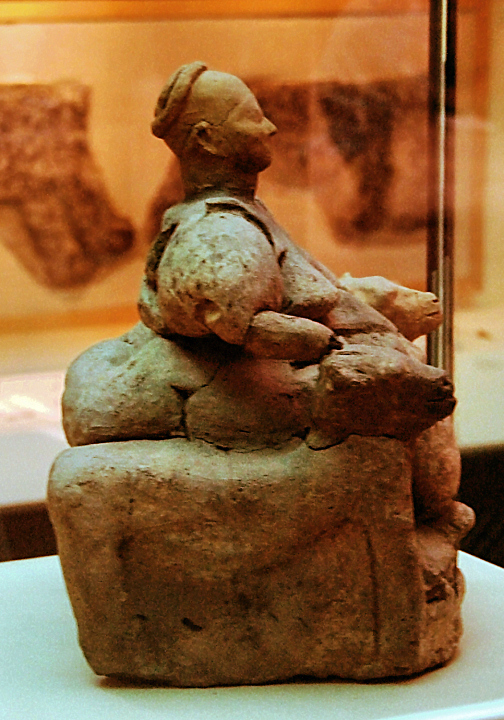
Bogini Matka z Çatal Höyük, widok z boku
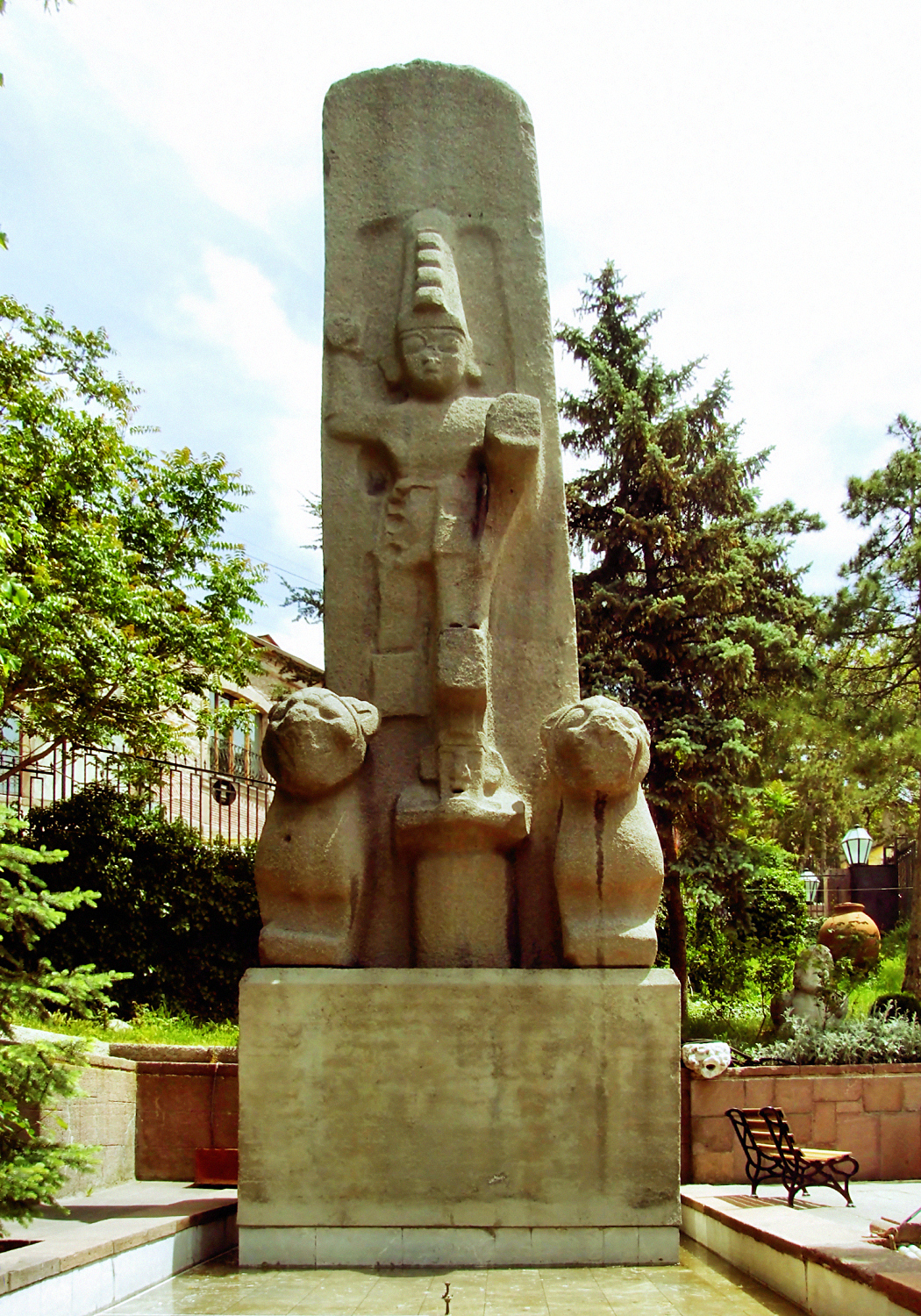
Hetycki monument, dokładna replika monumentu z Fasillar
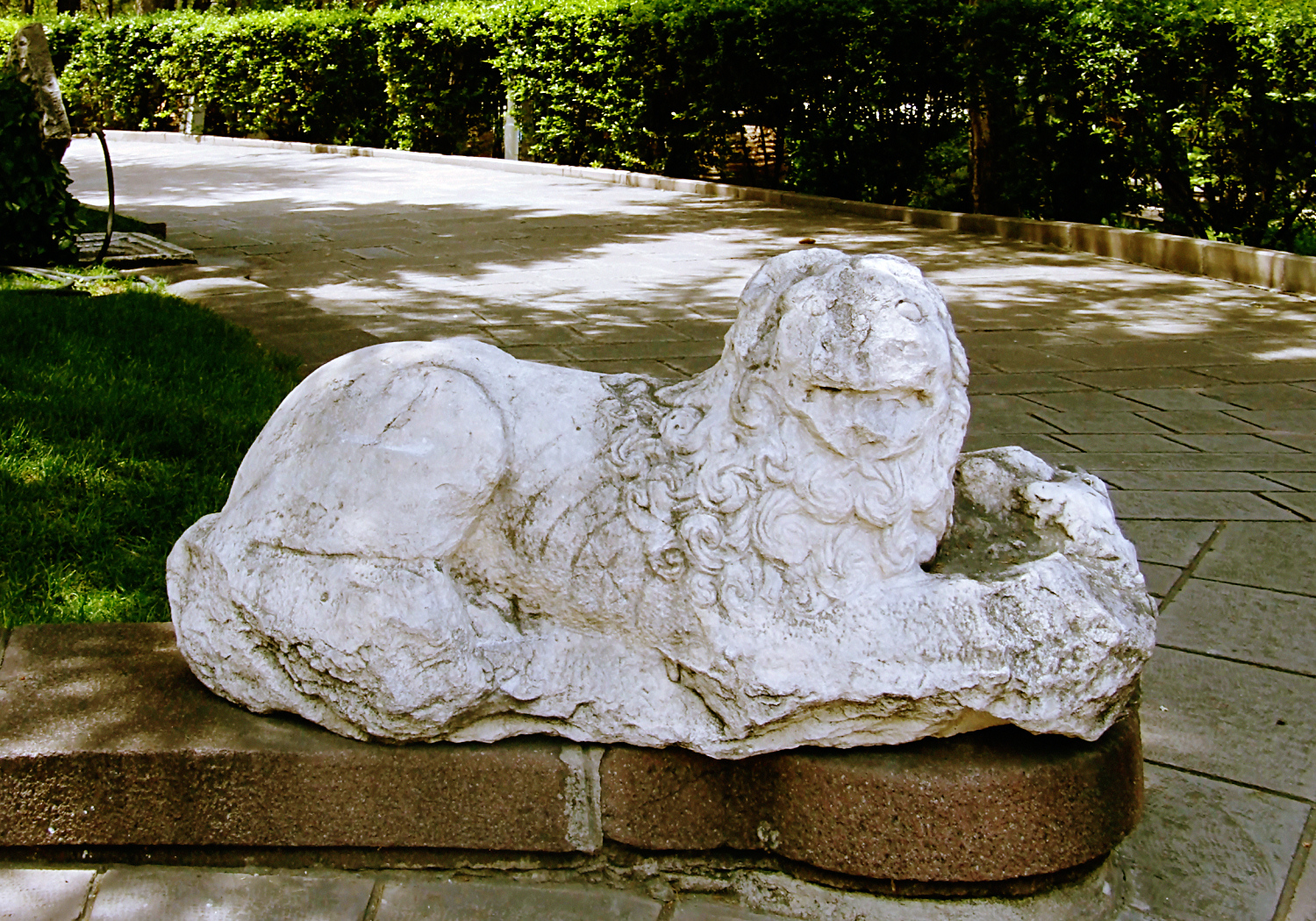
Posąg na dziedzińcu muzealnym
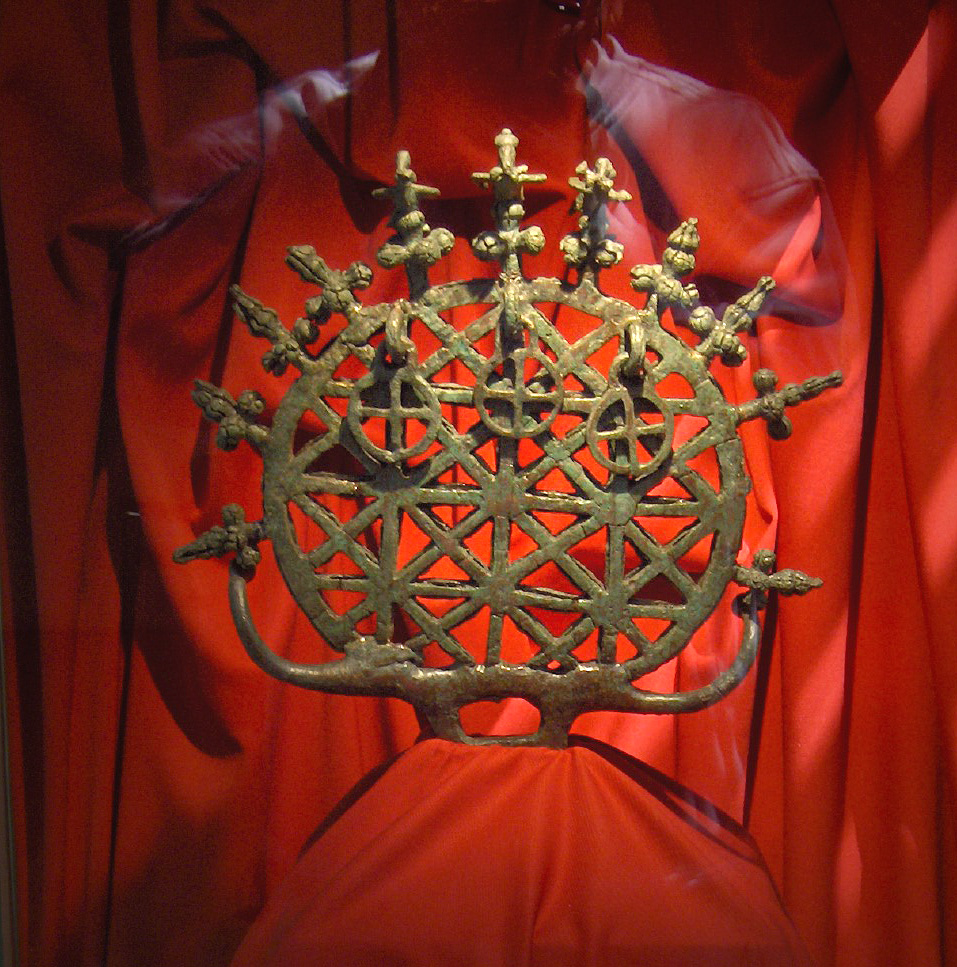
Brązowy przedmiot kultowy symbolizujący wszechświat, tzw. sztandar, z grobu hetyckiego kapłana w Alaca Höyük
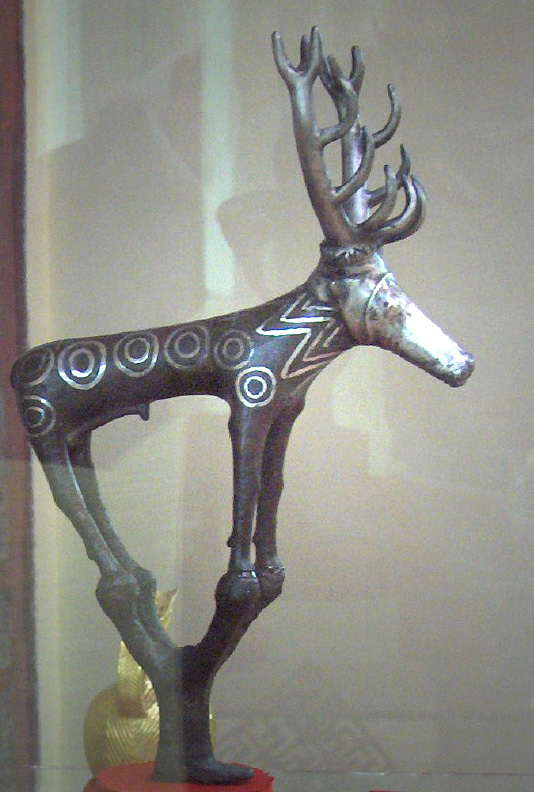
Posążek jelenia, symbolu hetyckiej bogini
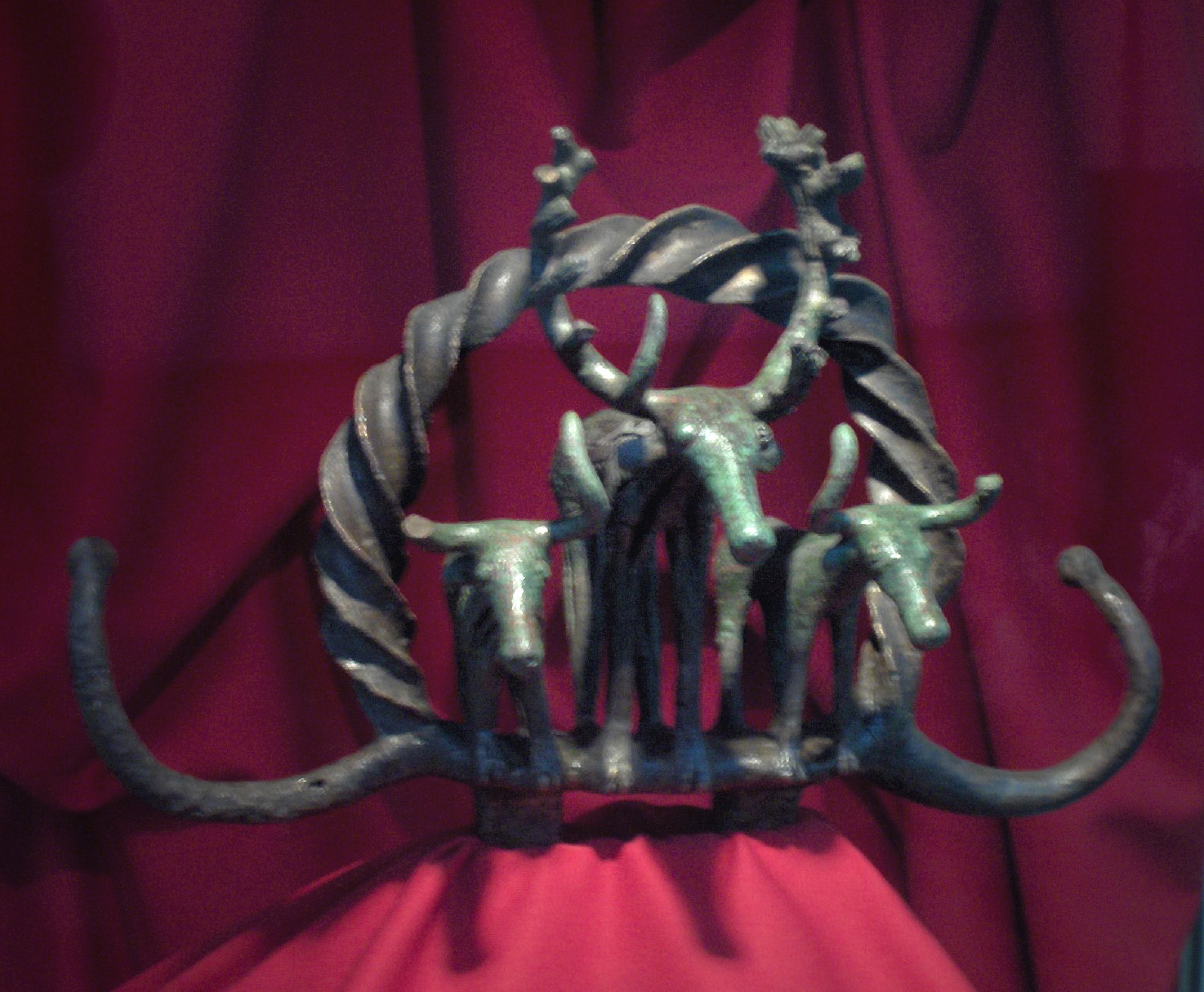
Ceremonialny przedmiot hetycki z brązu
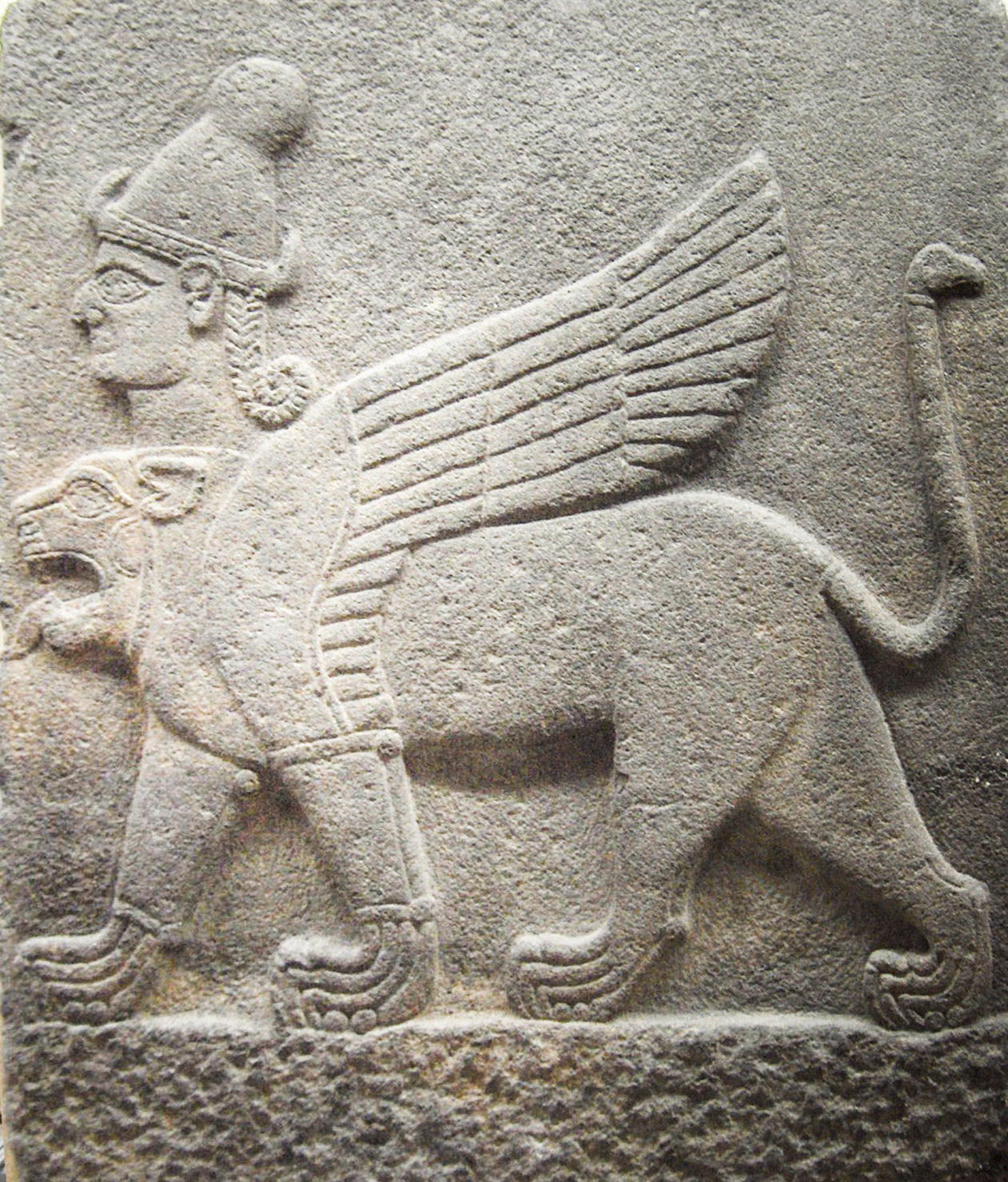
Chimera z dwoma głowami: człowieka i lwa; późny okres hetycki
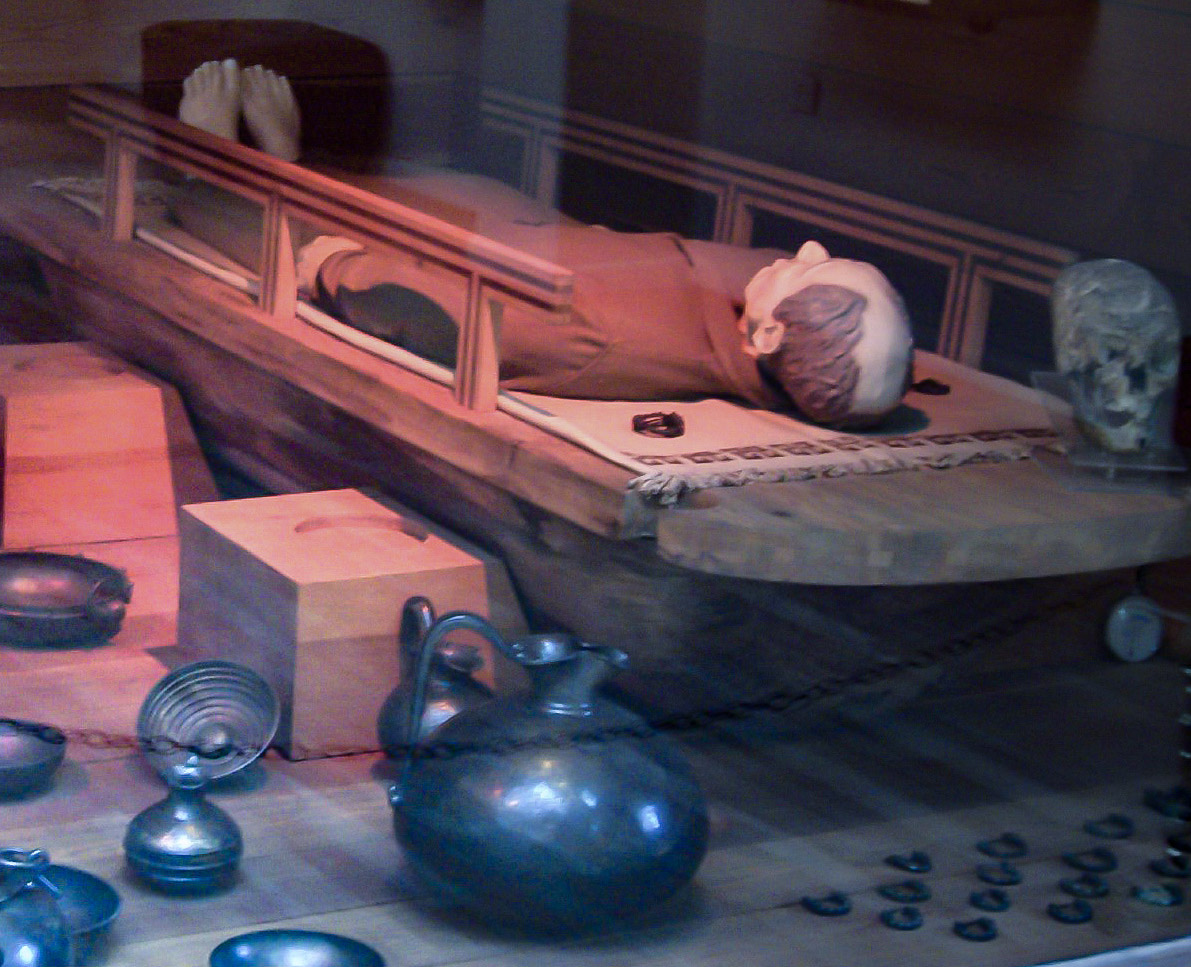
Rekonstrukcja komory z Grobu Midasa w Gordionie
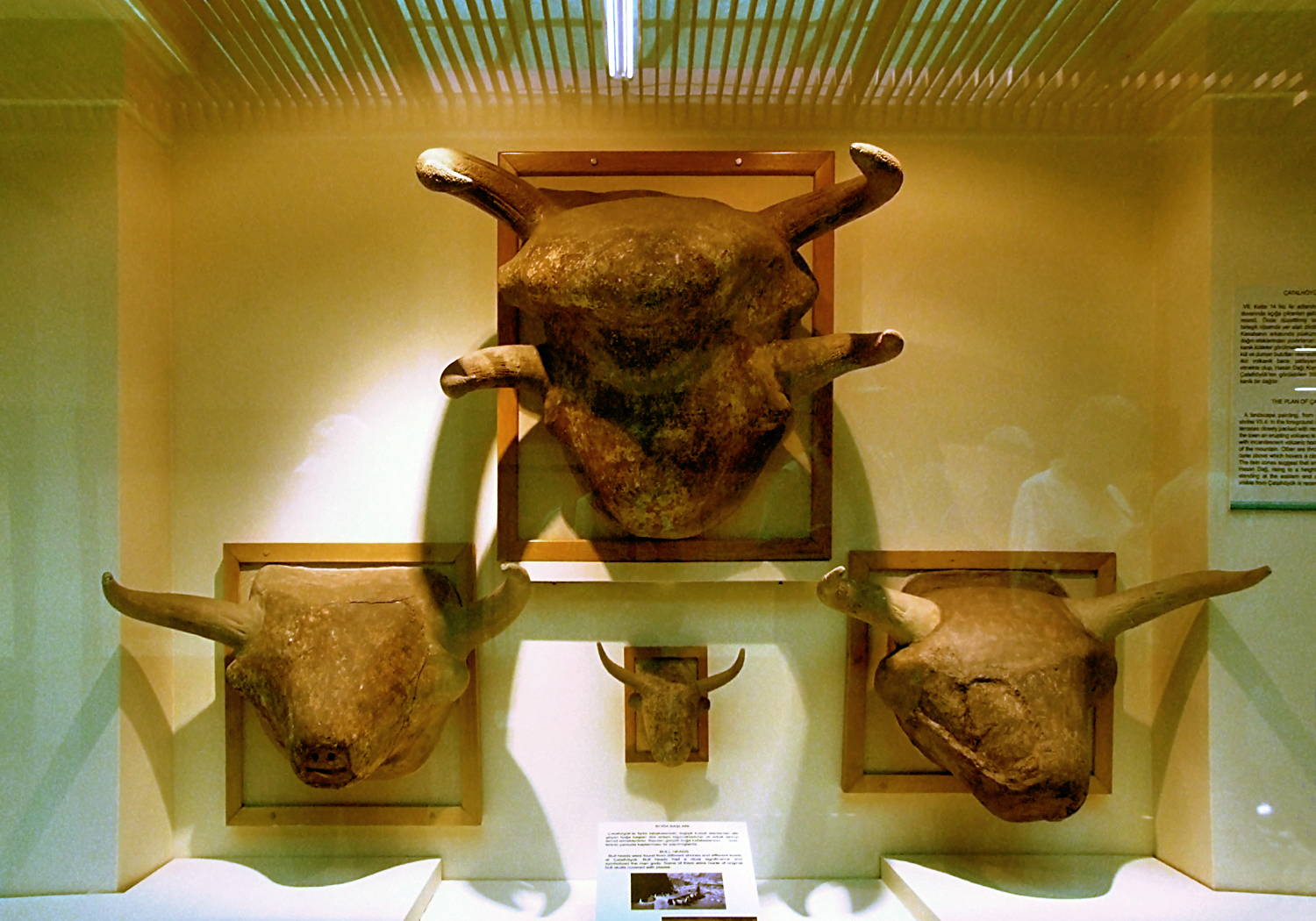
Głowy byków z Çatal Höyük
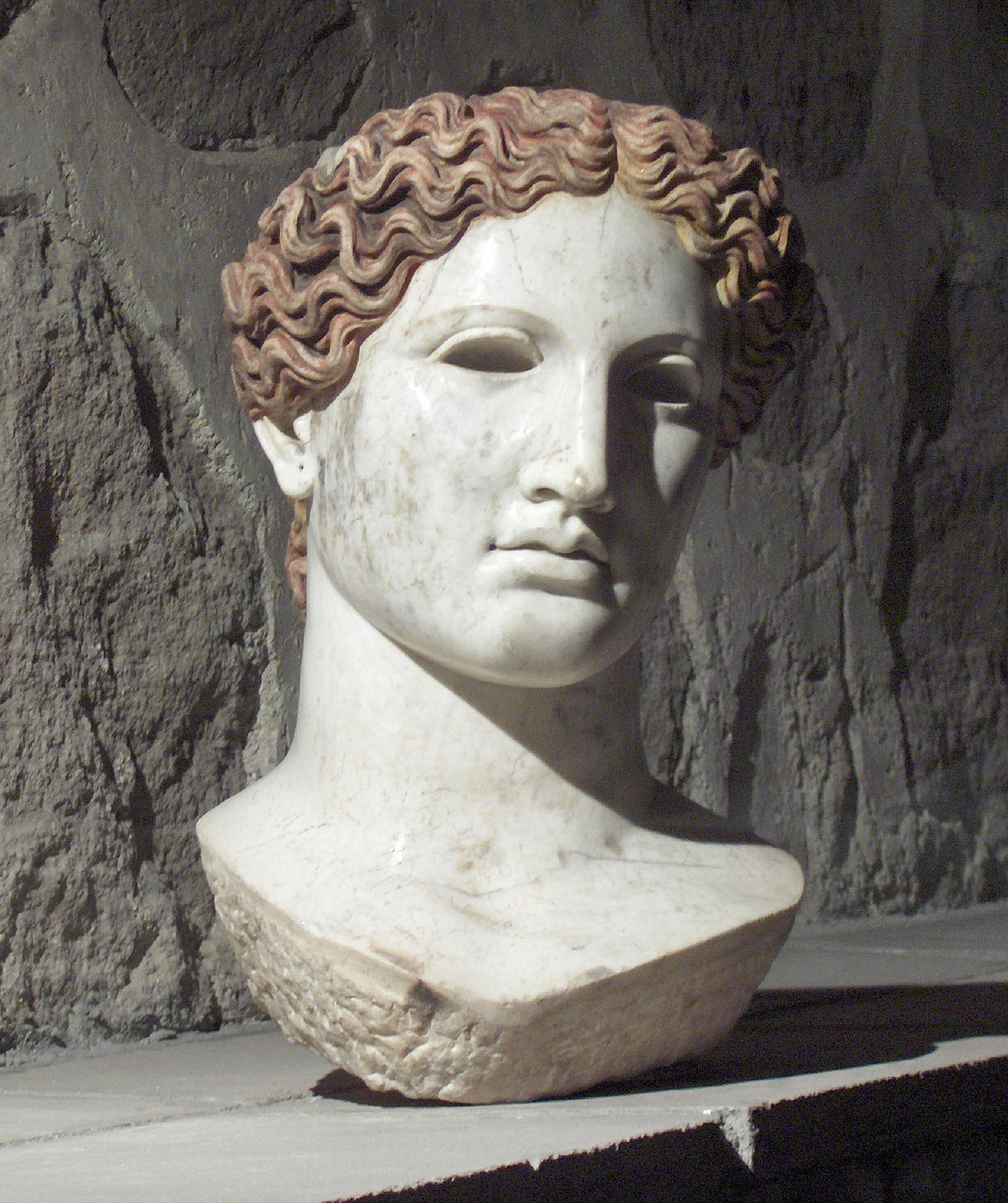
Głowa rzymskiej kobiety, marmur